# هوجو اوجیکونی
هوجو اوجیکونی (انگلیسی: Hōjō Ujikuni; ۱ ژانویهٔ ۱۵۴۱ – ۱۹ سپتامبر ۱۵۹۷) پسر سوم هوجو اوجی‌یاسو سامورایی اهل ژاپن بود. وی ارباب قلعه هاچیگاتا در ولایت موساشی بود که دو بار در سال‌های ۱۵۶۸ و محاصره هاچیگاتا (۱۵۹۰) تحت محاطره قرار گرفت.